# Пашков, Владимир Николаевич
Влади́мир Никола́евич Пашко́в (эст. Vladimir Paškov, также Wladimir Paschkow, 11 июня 1904 года, Иллукстский уезд, Курляндская губерния — 19 сентября 1969 года, Тарту) — советский эндокринолог, заслуженный врач Эстонской ССР.

## Биография
Родился 11 июня 1904 года (в «Биографическом лексиконе эстонской науки» ошибочно указан 1905 год) в Иллукстском уезде в семье провизора. По национальности — русский.
В 1920 году закончил Тартускую русскую частную гимназию, в 1925 году — врачебный факультет Тартуского университета; был членом Общества русских студентов Тартуского университета.
В 1926—1927 годах — ассистент в Клинике неврозов Тартуского университета, в 1927—1933 годах — лаборант в водолечебнице Тартуской Дрожжевой фабрики, в 1933—1941 годах — врач-невролог и врач внутренних болезней в Тарту, а также внештатный ассистент Клиники неврозов ТУ, в 1941—1945 годах — врач лазарета для советских военнопленных, участковый врач в посёлке Ристи, в 1945—1946 годах — заведующий Тартуской водолечебницей, в 1946—1951 годах — заведующий Третьей Тартуской клиникой внутренних болезней, в 1951—1969 годах — главный врач Тартуского эндокринологического диспансера, главный эндокринолог Министерства здравоохранения Эстонской ССР.
Считается основателем эндокринологии как специальности в Эстонии.
Избирался депутатом Совета Национальностей Верховного Совета СССР 5-го созыва от Эстонской ССР (1958—1960 годы).
Умер 19 сентября 1969 года в Тарту.

## Награды и звания
- 1952 — заслуженный врач Эстонской ССР[2].
- 1961 — орден Ленина[6]

## Научная работа
Область исследований: организация лечения эндокринологических заболеваний, в частности — заболеваний щитовидной железы.
В ноябре 1956 года стал председателем Научного общества эндокринологов Эстонии, предшественника современного Эстонского эндокринологического общества.

### Публикации
Более 20 научных публикаций, в числе которых:
- Zur Frage des kongenitalen Defekts der Mm. Pectorales maj. et min. der Brustdrüse derselben Seite // Folia Neuropathologica Estoniana, VI. Tartu, 1926.
- Zur Frage der Abmagerung bei encephalitis epidemica // Folia Neuropathologica Estoniana, VII. Tartu, 1927.
- Über hämorhhagische Encephalitis // Folia Neuropathologica Estoniana, VII. Tartu, 1927.
- Endeemiline struumasse haigestumine Eesti NSV-s kohaliku patoloogia nähtusena Baltimail // Eesti NSV terapeutide vabariiklik konverents. Tallinn, 1959.

## Семья
- Сын — Александр Владимирович Пашков (09.06.1935, Тарту – 2021) — советский и эстонский эндокринолог, кандидат медицинских наук[8].